# Koo Stark
Kathleen Dee-Anne „Koo“ Stark (* 25. April 1956 in New York City) ist eine US-amerikanische Schauspielerin, Model und Fotografin. Bekannt wurde sie hauptsächlich als Geliebte des englischen Prinzen und späteren Herzogs von York, Prinz Andrew.

## Früheres Leben
Koo Stark ist die Tochter der Kathi Norris und ihres Mannes, des Filmproduzenten Wilbur Stark (1912–1995), Künstlername Billy White. Sie wuchs zusammen mit ihren Geschwistern Pamela und Bradley in New York und Kalifornien auf.
Während ihrer High-School-Zeit stand sie erstmals als Fotomodel vor der Kamera. In den 1970er Jahren spielte Stark in einigen Filmen mit, darunter The Rocky Horror Picture Show (1975), Cruel Passion (1977) und Justine (1977). Im Film Krieg der Sterne (1977) war sie eine Kandidatin für die Rolle der Prinzessin Leia, spielte aber stattdessen einige Szenen als Camie, die schließlich dem Filmschnitt zum Opfer fielen. Die Rolle von Rost in Doctor Who, einer britischen Science-Fiction-Fernsehserie, wurde mit Sarah Berger umbesetzt, da Stark bis zuletzt eine zu hohe Filmgage verlangt hatte. Starks bekanntester und umstrittenster Film war Emily (1977), in dem sie mit einer anderen Frau nackt unter der Dusche stand.

## Königliche Romanze
Anfang der 1980er Jahre unterhielt Stark eine Liebesaffäre mit Prinz Andrew (* 1960), dem zweiten Sohn der britischen Königin Elisabeth II. Nachdem die englische Boulevardzeitung The Sun sie als Pornosternchen und ihn als Randy Andy bezeichnet hatte, sprach die Queen ein Machtwort und beendete die 18-monatige Affäre.

## Spätere Jahre
Nach ihrer Liaison mit Prinz Andrew heiratete Stark 1984 den Londoner Kunstgaleristen Tim Jefferies. Die Ehe wurde ein Jahr darauf geschieden. Aus der Beziehung mit dem US-amerikanischen Banker und Millionär Warren Walker ging eine Tochter, Tatiana (* 1997), hervor. Im Jahre 2002 erkrankte Stark an Brustkrebs und musste eine Brust abnehmen lassen, einige Monate später auch die zweite. 2004 gründete sie die Organisation Keep Abreast, die sich gegen Brustkrebs engagiert.
Die bekennende Buddhistin lebt zusammen mit ihrer Tochter abwechselnd in London und New York.

## Filmografie
- 1974: All I Want Is You … and You … and You …
- 1975: The Rocky Horror Picture Show
- 1975: Las adolescentes
- 1975: Shades of Greene (Fernsehserie, eine Folge)
- 1976: Emily
- 1977: ITV Sunday Night Drama (Fernsehserie, eine Folge)
- 1977: Justine – Grausame Leidenschaften (Cruel Passion)
- 1984: Electric Dreams
- 1986: The Two Ronnies (Fernsehserie, eine Folge)
- 1987: Eat the Rich
- 1989: Red Dwarf (Fernsehserie, eine Folge)
- 1991: Cluedo (Fernsehserie, sechs Folgen)